# 1. division (Eishockey) 1979/80
Die Saison 1979/80 war die 23. Spielzeit der 1. division, der höchsten dänischen Eishockeyspielklasse. Meister wurde zum insgesamt zweiten Mal in der Vereinsgeschichte der Vojens IK. Hvidovre Ishockey stieg in die zweite Liga ab.

## Modus
In der Hauptrunde absolvierte jede der acht Mannschaften insgesamt 28 Spiele. Der Erstplatzierte der Hauptrunde gewann den Meistertitel. Der Letztplatzierte der Hauptrunde stieg in die zweite Liga ab. Für einen Sieg erhielt jede Mannschaft zwei Punkte, bei einem Unentschieden gab es einen Punkt und bei einer Niederlage null Punkte.

## Hauptrunde
|    | Klub                 | Sp | S  | U | N  | T   | GT  | Punkte |
| -- | -------------------- | -- | -- | - | -- | --- | --- | ------ |
| 1. | Vojens IK            | 28 | 23 | 1 | 4  | 190 | 87  | 47     |
| 2. | Rungsted IK          | 28 | 19 | 2 | 7  | 152 | 87  | 40     |
| 3. | AaB Ishockey         | 28 | 18 | 1 | 9  | 134 | 91  | 37     |
| 4. | Rødovre Mighty Bulls | 28 | 17 | 2 | 9  | 182 | 110 | 36     |
| 5. | KSF Kopenhagen       | 28 | 12 | 1 | 15 | 119 | 120 | 25     |
| 6. | Esbjerg IK           | 28 | 8  | 2 | 18 | 95  | 163 | 18     |
| 7. | Herning IK           | 28 | 7  | 1 | 20 | 114 | 144 | 15     |
| 8. | Hvidovre Ishockey    | 28 | 3  | 0 | 25 | 68  | 252 | 6      |

Sp = Spiele, S = Siege, U = unentschieden, N = Niederlagen, OTS = Overtime-Siege, OTN = Overtime-Niederlage, SOS = Penalty-Siege, SON = Penalty-Niederlage